# Ricardo de Jaxa Malachowski
Ryszard Jaxa-Małachowski Kulisicz (pronunciado /yáksa mawajóvski kúlishich/; Odesa, Ucrania 14 de mayo de 1887 - Lima, 6 de septiembre de 1972, Perú) fue un arquitecto polaco-ucraniano que realizó gran parte de su actividad profesional en el Perú. Entre sus obras están el Palacio de Gobierno, el Palacio Legislativo, el Edificio Rímac, la fachada del Palacio Arzobispal, el Club Nacional y la plaza Dos de Mayo.

## Biografía
Ricardo de Jaxa Malachowski nació el 14 de mayo de 1887 en la localidad de Prochorowa, Odesa en Ucrania, a orillas del Mar Negro. Sus padres eran los polacos August Jaxa-Małachowski y Malwina Kulisicz.  
A los trece años viajó a San Petersburgo para intentar ingresar a la Escuela Naval de Odesa, pero no fue aceptado por deficiencias en la vista, razón por la cual continuó sus estudios secundarios en la Escuela Real de Odesa hasta 1905. Al terminar sus estudios, viajó a París para seguir la carrera de ingeniería en el École Speciale Centrale des Arts et Manufactures, la primera escuela de ingenieros de Francia. Luego de dos años, decidió seguir la carrera de arquitectura y fue admitido en L'École Speciale D'Architecture en donde se graduó. En 1908 ingresó a la Escuela de Bellas Artes de París en el primer puesto entre 180 postulantes extranjeros, y en segundo puesto entre los 650 concursantes del total. Esto fue publicado en los diarios en Polonia como el éxito de un polaco en Francia. 
Se graduó en la Escuela de Bellas Artes de París con el primer puesto y medalla de oro. Trabajó en esa ciudad hasta 1911, año en que la Misión Diplomática del Perú en París tuvo el encargo de seleccionar a un arquitecto con las condiciones necesarias para tomar a su cargo el desarrollo y la organización de una Sección de Arquitectos Constructores para la Escuela Nacional de Ingenieros en Lima, así como para ejecutar proyectos y estar a cargo de las obras para conmemorar el Centenario de la Independencia del Perú. Así es como, por recomendación tanto de Escuela Especial de Arquitectura como de la Escuela de Bellas Artes sugieren a su exalumno Ricardo de Jaxa Malachowski a la Misión Diplomática para que lo contraten. El trabajo era únicamente por dos años.

### Actividad en el Perú
Tras una gestión del ingeniero Enrique Bianchi, Ricardo de Jaxa Malachowski llegó a Lima el 22 de diciembre de 1911 y fue presentado a Federico Elguera Seminario, quien entonces era el presidente de la Comisión para el Centenario. A su vez, Elguera llevó a Jaxa Malachowski para presentarlo al presidente Augusto B. Leguía, quien había sido el gestor de la creación de la Escuela de Arquitectura en el Perú y de hacer obras para conmemorar el Centenario. En esa oportunidad, Leguía le sugiere que instale en la sacristía de la capilla del Palacio de Gobierno su taller de diseño. 
A partir de 1912, empezó su labor docente en la entonces Escuela de Ingenieros (actual Universidad Nacional de Ingeniería) y que duró 33 años. También ejerció un importante rol en la industria de la construcción, capacitando personal técnico (artesanos, albañiles, carpinteros, etc.) que lo acompañaron en las múltiples edificaciones que llevó a cabo.
Murió el 6 de septiembre de 1972 en Lima a los 85 años.

### Descendencia
En 1914, contrajo matrimonio con María Benavides Diez Canseco. Esta era hermana de la primera dama Francisca Benavides Diez Canseco (esposa del presidente Óscar R. Benavides) y de Alberto Benavides Diez Canseco (padre de Alberto Benavides de la Quintana).
La pareja tuvo cuatro hijos: Malvina, Ricardo, Augusto y María.

## Obras

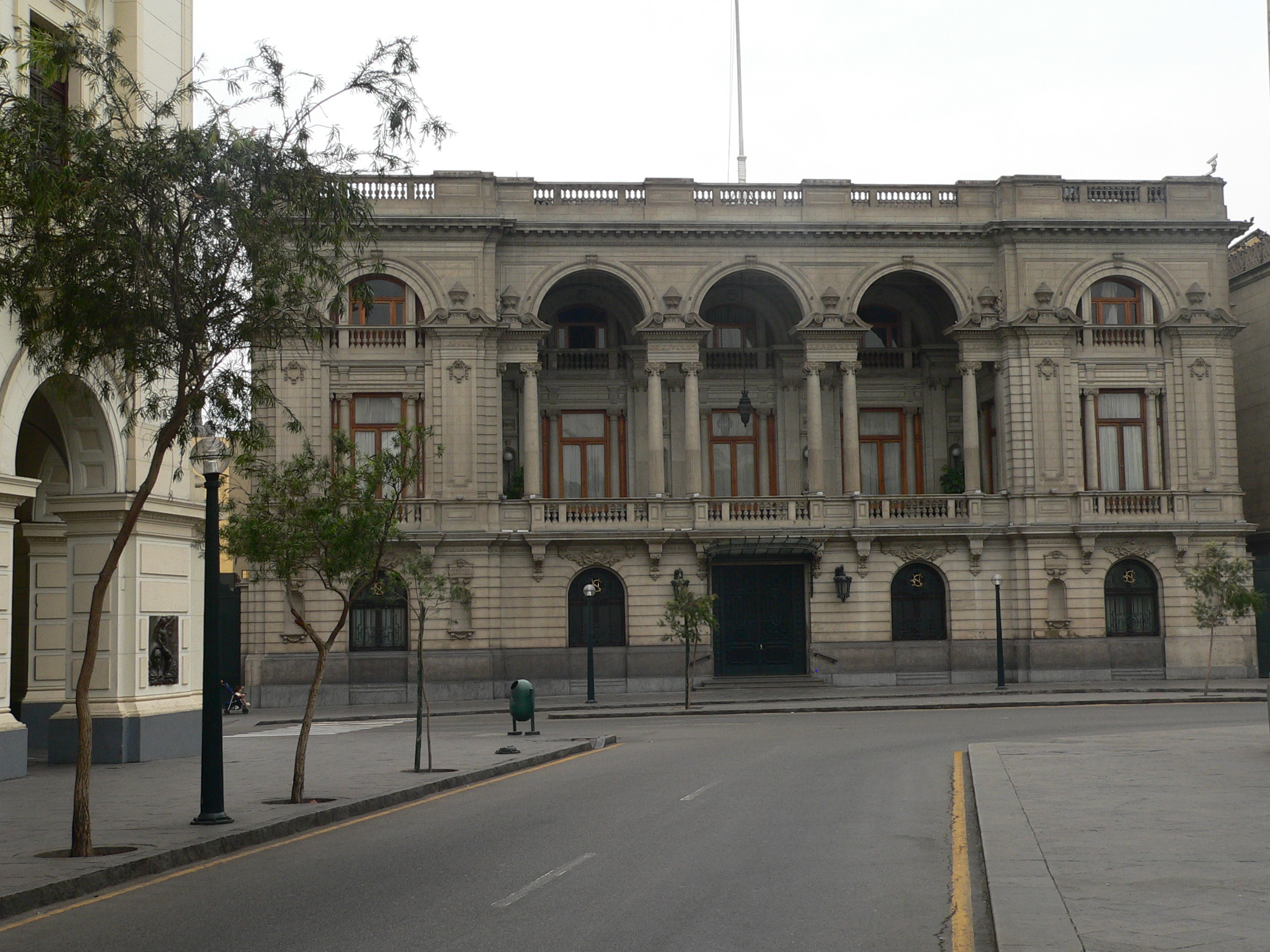
Fachada del Club Nacional de Lima, frente a la plaza San Martín.

El arquitecto Ricardo de Jaxa Malachowski adoptó un estilo neocolonial,  que se impuso a las propuestas de estilo académico de Claude Sahut y Rafael Marquina y al estilo neoperuano de Manuel Piqueras, y que se mantuvo con fuerza hasta mediados de los años 1940.
Entre sus principales obras están el Palacio de Gobierno, el Palacio Legislativo, el Edificio Rímac, la fachada del Palacio Arzobispal, el Casa Suárez, el Club Nacional (diseñado en conjunto con Enrique Bianchi), los edificios de la plaza Dos de Mayo, la Casa Suárez, la Sociedad de Ingenieros, la fachada del Teatro Municipal, el Museo Nacional de la Cultura Peruana, la Caja de Depósitos y Consignaciones, la sede del Banco Italiano, la embajada de Colombia y varios urbanizaciones Santa María del Mar, Distrito de San Bartolo, Santa María de Chosica.